# Szolyvai járás
A Szolyvai járás egykori közigazgatási egység Ukrajna Kárpátontúli területén 1946–2020 között. Kárpátalja északi részén helyezkedett el; északról a Volóci és Ökörmezői, keletről és délről az Ilosvai, nyugatról pedig a Munkácsi és Perecsenyi járással volt atáros.
1953-ban szervezték meg, de már része volt a történelmi Magyarország közigazgatási beosztásának is Bereg vármegye egyik járásaként.
A 2020. júliusi ukrajnai közigazgatási reform során megszüntették.

## Története
A járás területéről a neolitikumból és bronzkorból való leletek kerültek felszínre. A honfoglalás idején fontos környék lehetett, amelyet egy itt megtalált halomsír is bizonyít.
A környék első írásos említése 1236-ból való, 1433-ig lényegében folyamatosan királyi birtok volt, ekkor a Perényiékhez került. A Schönborn család 1728-ban jutott a birtokhoz, ahol a 19. században komoly fejlődés volt tapasztalható, új vegyi gyár, fűrésztelep jött létre.
A Szovjetunió időszakában komoly szálloda- és szanatóriumkomplexumok épültek ki a környéken, ahol a gyógyturizmus azóta is jelentős.
Jelenlegi formájában 1953-ban szervezték meg, de már része volt a történelmi Magyarország közigazgatási beosztásának is Bereg vármegye egyik járásaként. A két világháború közötti időszakban Csehszlovákiában is tovább létezett, majd 1939 és 1944 között ismét Magyarországhoz, ekkor a Beregi közigazgatási kirendeltséghez tartozott. A második világháború után került Kárpátalja egészével együtt a Szovjetunióhoz, Ukrajnába.

## Gazdaság
A Szolyvai járás Kárpátalja egyik gazdagabb területének számít. A térségben több ipari vállalkozás (gépgyártás, fafeldolgozás, élelmiszeripar) működik. Innen származik továbbá a legtöbb ásványvíz is, melyek közül a legjelentősebbek: a Poljana Kupilj, a Poljana Kvaszova, a Luzsanszka, Ploszkivszka, Szvaljava és a Neljipinszka.
A gyógyturizmus jelent hatalmas bevételeket a térség számára.

## Népesség
A térség többségében ukrán lakosságú, de az orosz kisebbség is jellemzi a környéket.

## Települések
(Zárójelben az ukrán név szerepel.)

### Város
- Szolyva (Свалява)

### Falvak
- Aklos (Уклин)
- Bányfalu (Сусково)
- Beregforrás (Родниківка)
- Bereznek (Березники)
- Csernik (Черник)
- Dombostelek (Плоске)
- Forráshuta (Родникова Гута)
- Galambos (Голубине)
- Hársfalva (Неліпино)
- Havasalja (Тибава)
- Jakuszki (Яківське)
- Kerecke (Керецьки)
- Királyfiszállás (Солочин)
- Kisanna (Ганьковиця)
- Kishídvég (Пасіка)
- Kismártonka (Мала Мартинка)
- Kispálos (Павлово)
- Kopár (Росош)
- Lombos (Лопушанка)
- Malmos (Стройне)
- Pataktanya (Плоский Потік)
- Polena (Поляна)
- Szarvaskút (Оленьово)
- Szászóka (Сасівка)
- Újtövisfalva (Драчино)
- Vocsitelep (Вовчий)
- Zajgó (Дусино)
- Zsilip (Плав'я)